# Maria Savorgnan
Maria Savorgnan (Crema, 1468 – 1529) è stata una nobildonna italiana, nota soprattutto per il suo carteggio con Pietro Bembo.

La loro corrispondenza, oltre a documentare un'intensa relazione personale, offre uno sguardo sulla condizione femminile dell'epoca e sul ruolo che le donne potevano avere nella riflessione sulla lingua e sullo stile. La musicalità della sua prosa, l'uso spontaneo del modello petrarchesco e la sua influenza sulla formazione stilistica di Bembo hanno suscitato l'interesse degli studiosi, che le riconoscono un posto significativo nella cultura rinascimentale.
Suonatrice e cantatrice, agile petrarchista e letterata acuta, compositrice di sonetti e di canzoni, istintiva e raffinata, lieta e generosa, savia e anche malinconica ai suoi momenti e subito dopo impennata in moti imprevisti, tutti estrosi: e sempre ritenuta in una delicatezza signorile e femminile: un carattere di donna del Rinascimento allo stato puro.

## Biografia
Maria Savorgnan nacque a Crema tra il 1468 e il 1474, figlia di Matteo Griffoni di Sant'Angelo in Vado e di Leonarda di Carpegna. Suo padre, condottiero di origini modeste, aveva ottenuto il cavalierato grazie alle sue imprese militari al servizio della Repubblica di Venezia. Dopo la sua morte, avvenuta nel 1473, la famiglia affrontò una fase di instabilità in cui la madre Leonarda cercò di mantenere il controllo delle proprietà e della compagnia militare del marito.
Maria sposò nel 1487 Giacomo Savorgnan, membro di una delle più influenti famiglie friulane, con il quale ebbe quattro figli: Giulia, Lucina, Giovanni Battista e Pagano. Il matrimonio la inserì nel contesto politico e aristocratico di Udine e Venezia, rendendola testimone diretta delle tensioni tra le fazioni nobiliari e delle relazioni tra la nobiltà friulana e il governo veneziano.
Nel 1498, Giacomo morì mentre era impegnato nella difesa di Pisa per conto di Venezia. Rimasta vedova, Maria si trovò a gestire le difficoltà economiche e patrimoniali della famiglia, cercando il sostegno della Repubblica e dei parenti. Nell'anno 1500 si trasferì temporaneamente a Venezia, dove entrò in contatto con il giovane Pietro Bembo, dando inizio a una breve ma intensa relazione amorosa.
Dopo un breve periodo a Ferrara nel 1501, Maria continuò a destreggiarsi tra questioni familiari e sociali, mantenendo un ruolo attivo nella gestione dei beni e nelle strategie matrimoniali dei figli. Morì presumibilmente prima del 1529, come si può dedurre da un sonetto di Bembo in cui allude a un suo grande amore segreto già salito al cielo.

## La relazione con Pietro Bembo

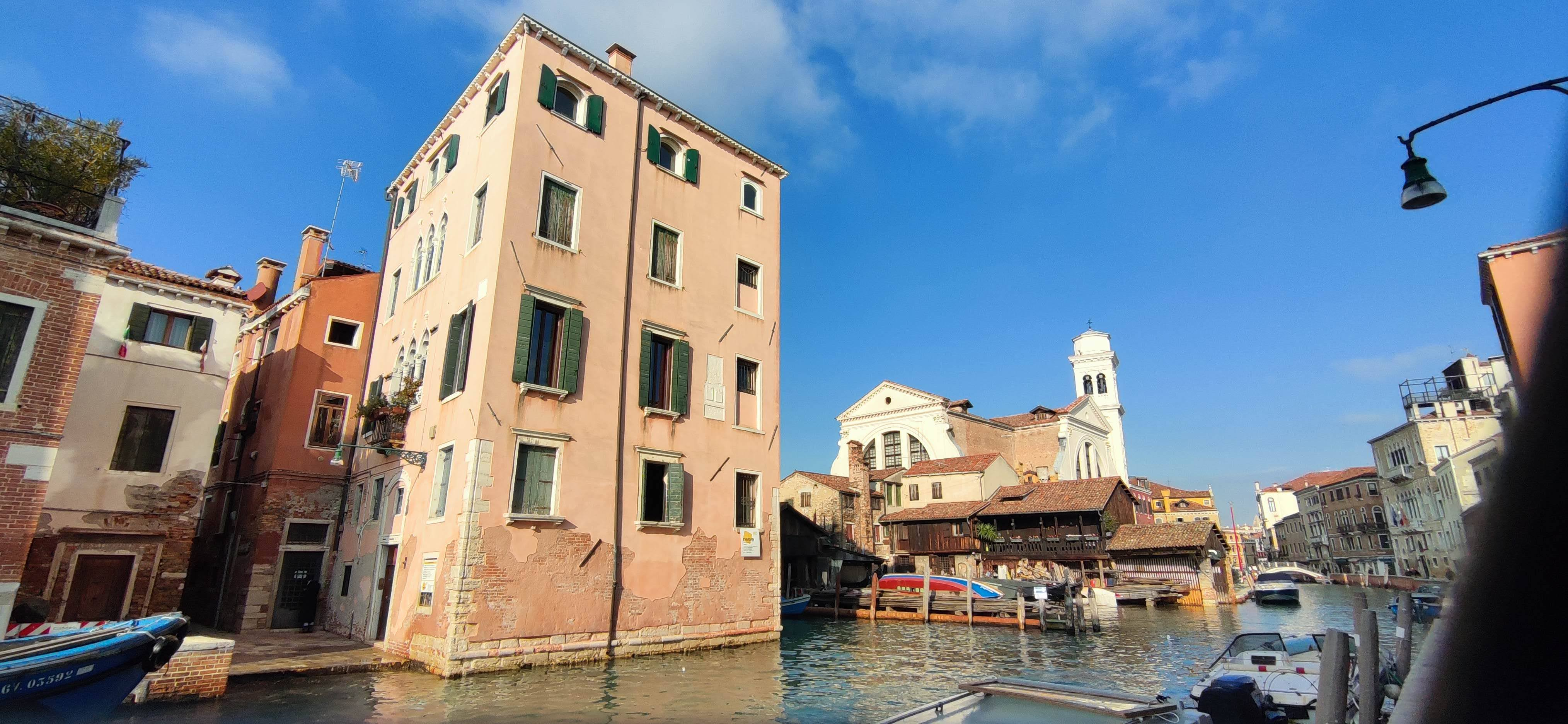
Campiello del Magazen 1372, la presunta casa abitata da Maria Savorgnan durante la sua permanenza a Venezia.

L'incontro tra Maria Savorgnan e Pietro Bembo avvenne a Venezia nei primi mesi del 1500, quando entrambi avevano circa trent'anni. Maria, affascinata dall'intelligenza e dal talento di Bembo, prese l'iniziativa avvicinandosi a lui attraverso la poesia: le prime due lettere che gli inviò erano sonetti in perfetto stile petrarchesco. Questa scelta esprimeva la volontà di un amore non solo passionale, ma anche intellettuale. Bembo ne fu immediatamente colpito e tra i due si instaurò un legame intenso, alimentato da una fitta corrispondenza epistolare.

Il loro amore si sviluppò in un contesto che richiedeva grande discrezione: Maria era una vedova con prole e Bembo apparteneva al patriziato veneziano; entrambi dovevano preservare la propria reputazione. Gli incontri avvenivano con la complicità di amici fidati e servitori, ma non mancavano gli ostacoli, tra cui la sorveglianza di Bernardino, un sospettoso ma inefficiente tirapiedi dei Savorgnan. Maria escogitò vari stratagemmi per incontrare Bembo, alcuni dei quali fallirono clamorosamente, come quando egli, travestito per fingersi innamorato della fantesca Donata, venne scoperto e accusato di voler attentare alla virtù della giovane.
Ho dato principio ad alcune notazioni della lingua, come vi dissi di voler fare quando mi diceste che io nelle vostre lettere il facessi. Per che non aspettate che io vostre lettere offenda con segno alcuno, salvo se io non le offendessi baciandole.
Con queste parole Bembo testimoniava di aver cominciato a lavorare sulle regole grammaticali del volgare, che sarebbero sfociate nelle Prose della volgar lingua, in seguito a una richiesta di lei.
L'idillio durò fino alla fine dell'estate del 1500, quando la morte di Nicolò Savorgnan, un importante parente che garantiva per i debiti della famiglia, costrinse Maria a lasciare l'abitazione di Venezia. Dopo un breve soggiorno in un monastero, si trasferì temporaneamente a Ferrara grazie all'intercessione di Ercole Strozzi, amico del Bembo. Qui la sua vita mondana conobbe un nuovo splendore, mentre la distanza e gli impegni politici impedirono a Bembo di raggiungerla con la frequenza desiderata. Le sue lettere divennero sempre più lunghe e piene di frustrazione, mentre quelle di Maria si fecero più laconiche e distaccate.
Dopo un'intera estate trascorsa lontani, Bembo scrisse a Maria per lasciarla libera, pur senza smettere di amarla. Maria rispose con un sonetto e una timida richiesta per "una parolina di vostra mano", ma il loro rapporto si era ormai esaurito. Bembo continuò a ricordarla con nostalgia nelle lettere indirizzate al fratello, e conservò le missive di lei fino alla morte, testimoniando quanto quel legame avesse segnato la sua vita.
Le lettere di Bembo furono in seguito pubblicate, dopo un'attenta revisione del loro autore che ne ridusse, purtroppo, l'autenticità. Quelle della Savorgnan invece furono ritrovate in originale all'inizio del XX secolo, presso la Biblioteca Ambrosiana di Milano.

## Critica letteraria
Gli studiosi hanno riconosciuto in Maria un'interlocutrice attiva nel dialogo con Bembo. Non si limitava a ricevere indicazioni, ma partecipava con osservazioni e suggerimenti sulla scrittura, dimostrando una notevole competenza letteraria. Il critico Carlo Dionisotti ha riconosciuto la sua "geniale familiarità col Petrarca", che la rendeva capace di interagire criticamente con Bembo sulle questioni stilistiche e linguistiche.
Un aspetto distintivo della sua scrittura è l'uso spontaneo della musicalità della lingua, con frequenti endecasillabi e una prosa ritmica che si discosta dal petrarchismo più rigido. Pietro Pancrazi ha evidenziato questa caratteristica, parlando della "grazia musicale" delle sue lettere.
Il suo epistolario rappresenta anche un caso raro di scrittura femminile nel primo Cinquecento, un periodo in cui le donne avevano scarso accesso alla scena letteraria. Pur non avendo la visibilità di autrici come Vittoria Colonna, Maria si inserisce nel panorama della letteratura femminile rinascimentale, testimoniando il ruolo che le donne potevano avere nel dibattito letterario dell'epoca.
Alcuni studiosi hanno parlato di un “effetto Savorgnan” sulla formazione stilistica di Bembo. Il loro scambio epistolare non fu solo una parentesi sentimentale, ma contribuì a definire il percorso letterario del giovane Bembo, che trovò in Maria un'interlocutrice stimolante capace di interagire con lui a livello intellettuale.